# Nenad Marković
Nenad Marković Zorić (Doboj, RFS Yugoslavia, 6 de junio de 1968) es un exjugador de baloncesto profesional y entrenador en activo de este deporte. Nacido en Yugoslavia, tiene la nacionalidad bosnia y española. 
En la actualidad dirige a Gaziantep Basketbol. 

## Trayectoria como jugador
Marković se retiró de la práctica del baloncesto en activo en 2006 tras una carrera de 18 años en la que militó en varios equipos de distintos países de Europa.Tiene un amplio pasado en España de su etapa como jugador. Militó en las filas del Ferrys Llíria, Valencia, Murcia, Joventut o Estudiantes, entre otros.
Llegó a disputar partidos como internacional para las selecciones absolutas de Yugoslavia, antes de la desintegración de la misma, y de Bosnia-Herzegovina, con la que disputó los Eurobasket del 97, el 99 y el 2001

## Trayectoria como entrenador
Tras su retirada como jugador en 2006, el jugador asumió el cargo de entrenador de la selección bosnia, pese a que no tenía ninguna experiencia previa como técnico.  Como entrenador ha dirigido a la selección nacional de Bosnia-Herzegovina y a clubes como Panionios o Trabzonspor.
En junio de 2017 ficha como entrenador de Iberostar Tenerife, tras entrenar la temporada anterior a Pinar Karsiyaka.
El 24 de septiembre de 2017, en su primer partido oficial como entrenador del equipo isleño, gana la Copa Intercontinental FIBA. 
Tras un inicio irregular en Liga (4-5), y pese a los buenos resultados de la BCL (5-1), la entidad lagunera llega a un acuerdo con Marković para su desvinculación. 
Pocos días después ficha por Gaziantep Basketbol. 

## Trayectoria como jugador
- 1988-92: KK Bosna  Bosnia y Herzegovina
- 1992-93: Stefanel Trieste  Italia
- 1992-93: Club Bàsquet Llíria  España
- 1993-94: Hapoel Tel Aviv  Israel
- 1994-95: Joventut Badalona  España
- 1994-95: Lugano  Suiza
- 1995-96: Hapoel Tel Aviv B.C.  Israel
- 1996-97: Hapoel Eilat  Israel
- 1996-99: CSP Limoges  Francia
- 1999-00: Pamesa Valencia  España
- 2000-01: Adecco Estudiantes ( España
- 2001-02: Panionios BC  Grecia
- 2002-03: Olympiacos BC  Grecia
- 2003-04: CB Murcia  España
- 2003-04: Panionios BC  Grecia
- 2003-06: KK Bosna  Bosnia y Herzegovina

## Trayectoria como entrenador
- 2007: KK Bosna  Bosnia y Herzegovina
- 2007-10: Panionios BC  Grecia
- 2013-14: KAOD BC  Grecia
- 2014-16: Trabzonspor Basketbol  Turquía
- 2016-17: Pınar Karşıyaka  Turquía
- 2017: Iberostar Tenerife  España[3]
- 2017-Actualmente:Gaziantep Basketbol  Turquía

-Desde 2006,durante algunos torneos,ha ocupado el cargo de seleccionador de Bosnia y Herzegovina, tanto en categoría Sub-18 como en categoría absoluta.

## Internacionalidad
- Internacional absoluto con la Selección yugoslava (1990)
- Internacional absoluto con la Selección bosnia (1995-2001)

## Palmarés

#### Como jugador
- Copa de Bosnia y Herzegovina 2005 con el KK Bosna.
- Liga de Bosnia y Herzegovina 2004/05 y 2005/06 con el KK Bosna.

#### Como entrenador
- Oro en el Europeo Sub-18 División B con Bosnia y Herzegovina. (2012).
- Subcampeón de FIBA Eurochallenge con Trabzonspor (2014-15).
- Campeón de Copa Intercontinental FIBA con Iberostar Tenerife (2017).

## Otros
- Participante en el All Star de la LNB en 1998 y 1999.
- Campeón del concurso de triples del All Star de la liga bosnia en 2004.